# Звезда (часопис)
Звезда је породични и лист за забаву који је излазио у Београду од 1894. до 1901. године и бавио се популарним и научним темама.

## О часопису
Током 1894. године Звезда је као породични лист излазио сваки дан; затим од бр. 1, 1898. године излази уторком, четвртком и недељом; од бр. 41, 1899. године четвртком и недељом; затим од бр. 1, 1900. године једном месечно, када је публиковано свега 18 бројева. Власник и уредник листа био је Јанко М. Веселиновић.

### Историјат
Осим формата, од бр. 1, 1898. године: 35 cm; и књ. 1, из 1900. године: 23 cm, током излажења часопис је у неколико наврата променио и периодичност, власника и штампарију.
Од бр. 1, 1898. године излазио је као породични лист; затим од бр. 1, 1900. године као лист за забаву, поуку и књижевност.
Власници листа су били: 
од бр. 1 (1898) Стева М. Веселиновић; 
од бр. 18 (1898) Стева М. Веселиновић, Павловић и Стојановић; 
од бр. 15 (1899) Стева М. Веселиновић; 
од књ. 3, св. 1 (1901) Божа Банковић.
Звезда је од бр. 1, 1898. године штампана у Штампарији Николића; од бр. 18, 1898. године у Штампарији Павловића и Стојановића; од бр. 15, 1898. године у Парној радикалној штампарији; од бр. 2, 1900. године у Штампарији С. Хоровица; од књ. 1, бр. 1, 1900. године у Штампарији "Просвете"; од књ. 2, бр. 2. 1900. године у Штампарији "Милош Велики" Бојовића и Мићића.
Бр. 55, из 1899. године у целини је посвећен животу и делу А. С. Пушкина, "Пушкинов број"; а бр. 60, из 1899. године био је "Змајев број",у целини посвећен Ј. Ј. Змају.

### Периодичност излажења
Излазио је током 1894. године сваки дан; од бр. 1, 1898. године уторком, четвртком и недељом; од бр. 41, 1899. године четвртком и недељом; затим од бр. 1 (1900) једном месечно. Звезда је током свог трајања и престаја са излажењем и то са бр. 65, 1894. године, а потом обновљена 1898.
Број 23. издат 1900. године заплењен је због богохулне песме Љубомира Симића.

## Уредници
Власник и уредник листа је био Јанко М. Веселиновић.

## Аутори прилога
Сарадници Звезде били су Светозар Ћоровић, Алекса Шантић, Велимир Рајић, Коста Абрашевић, Бранислав Нушић, Милован Глишић, Стеван Сремац, Риста Одавић, Бора Станковић, Јаша Продановић, Павле Маринковић и др.

## Теме
Током година излажења Звезда, породични и лист за забаву, поуку и књижевност, доносио је бројне прилоге из домаће и стране књижевности. Изразито отворен за млађе писце, часопис је пратио и заступао позоришну и књижевну критика. Од књ. 1, 1900. године рубрика "Књиге и листови" доносила је кратке приказе нових издања књига и листова, а лист је пратио и рад Српске краљевске академије и Српске књижевне задруге.